# Bulbophyllum ornatissimum
Bulbophyllum ornatissimum es una especie de orquídea epifita  originaria de  	 Asia.

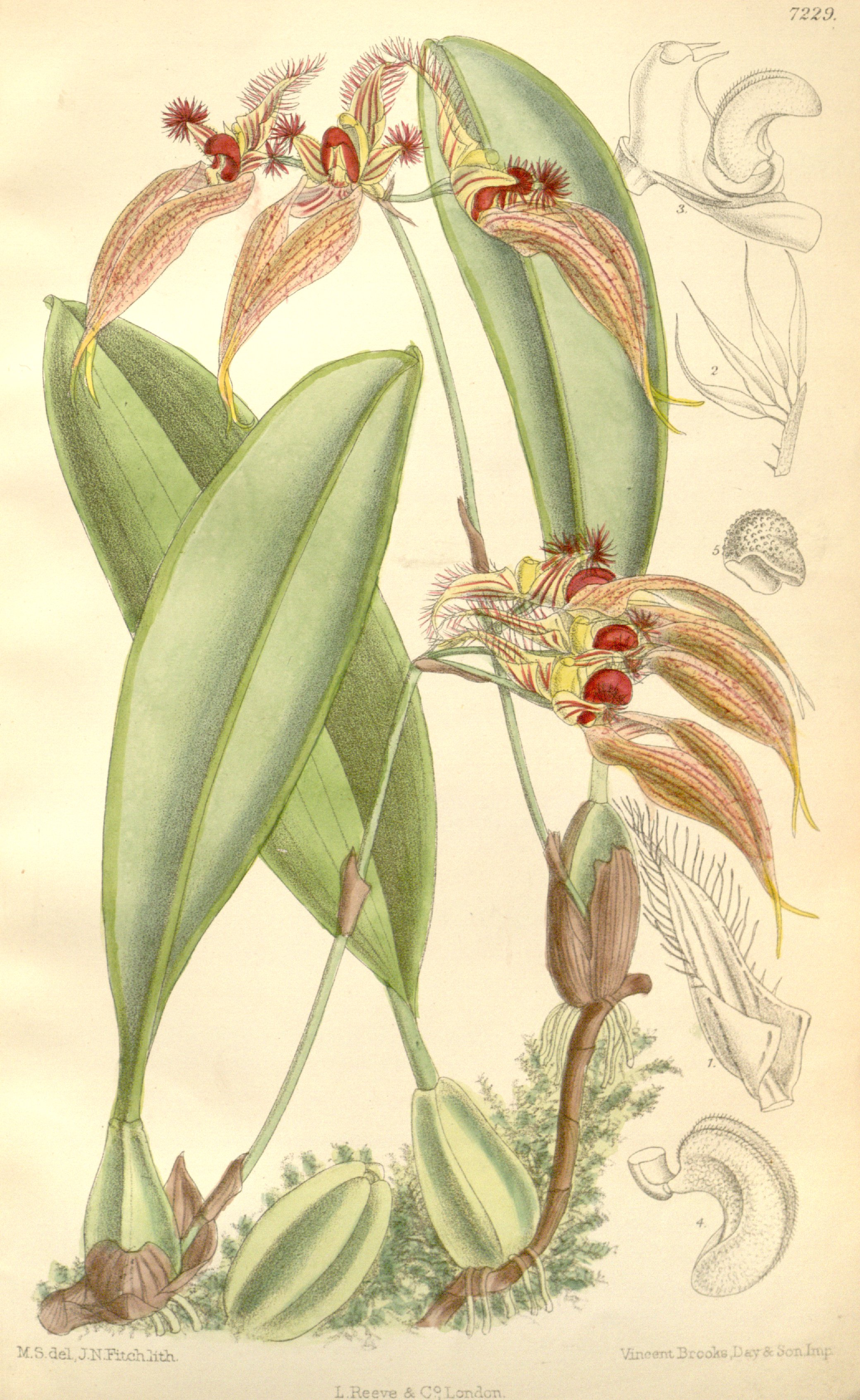
Ilustración

## Descripción
Es una orquídea de pequeño tamaño, con hábitos epifita con pseudobulbos ovoides y una sola hoja apical, obtusa, lineal oblonga que lleva 1-3, flores apicales, fragantes en una umbela en cada inflorescencia erecta de 15 cm de largo  que surge de la base de un psuedobulbo maduro en el invierno.

## Distribución y hábitat
Se encuentra en la India, Assam y el Himalaya

## Taxonomía
Bulbophyllum ornatissimum fue descrita por (Rchb.f.) J.J.Sm. y publicado en Bulletin du Jardin Botanique de Buitenzorg, sér. 2 8: 26. 1912.
Etimología
Bulbophyllum: nombre genérico que se refiere a la forma de las hojas que es bulbosa.
ornatissimum: epíteto latino que significa "adornado".
Sinonimia
- Cirrhopetalum ornatissimum Rchb.f.
- Mastigion ornatissimum (Rchb.f.) Garay, Hamer & Siegerist
- Phyllorchis ornatissima (Rchb. f.) Kuntze
- Phyllorkis ornatissima (Rchb.f.) Kuntze[4][5]